# Ретивова, Татьяна Андреевна
Татьяна Андреевна Ретивова (урождённая Киршнер; 29 апреля 1929, Ленинград — 20 октября 2020, Киев) — журналистка русской эмиграции, сотрудница радиостанции «Голос Америки», известная под псевдонимом Вера Спасская.

## Семья
Родилась в семье Андрея Львовича Киршнера, инженера-гидролога, доцента Ленинградского института инженеров водного транспорта, сына купца второй гильдии Льва Осиповича Киршнера, директора Общества курорта «Лахта» и члена правления Санкт-Петербургского арматурно-электрического общества. Брат — ленинградский педагог, учитель истории Лев Андреевич Киршнер (1922—2010), составитель книг «Свет и тени „великого десятилетия“: Н. С. Хрущёв и его время» (1989, вместе с С. А. Прохватиловой) и «Канун и начало войны: Документы и материалы» (1991).

## Биография
С началом Великой Отечественной войны Андрей Киршнер с женой и дочерью эвакуировался в Кисловодск, занятый немецкими войсками в 1942 году. В 1943 году семья Киршнера вместе с немецкими войсками эвакуировалась в Германию, откуда в 1946 году перебралась в США, где первоначально жила на Толстовской ферме. В 1950 году Татьяна Киршнер вышла замуж за молодого эмигранта Алексея Ретивова. В 1957—1960 гг. Татьяна и Алексей Ретивовы жили в различных европейских странах, поскольку Алексей Ретивов был сотрудником Народно-трудового союза и корреспондентом журнала «Посев».
После возвращения в США сперва Алексей Ретивов в 1961 году, а затем Татьяна Ретивова в 1962 году поступили в штат радиостанции «Голос Америки». Ретивова проработала в этом коллективе до 1989 года, в 1980-е гг. как шеф-редактор отдела культуры. Непосредственно вела музыкальные программы, однако руководила также созданием программ, посвящённых литературе, театру, кино, изобразительному искусству, религии, спорту, науке и т. д.
Последние 20 лет жизни провела в Киеве у дочери, поэтессы и переводчицы Татьяны Ретивовой.